# Goto80
Pour les articles homonymes, voir Anders Carlsson et Carlsson.
 (mai 2014).
de Goto80, de son vrai nom Anders Carlsson, est un musicien de musique électronique suédois.

## Biographie
Goto80 est né en Suède. Il a grandi dans la culture underground appelée demoscene sur Amiga, C64, Game Boy et PC depuis le début des années 1990. Assez vite, il développa une relation particulière avec le Commodore 64, dans lequel son cerveau et les soundchips eurent des rapports triturés et déstructurés.
Déjà, adolescent, il explorait des modèles musicaux s'étendant de la musique ambiante aux gabbers et autres breaks "noisy", en passant par la musique "caoutchouc salé" des années 1980.
Après son premier album vinyle en 2001 (Papaya EP, Bleepstreet Records), il commence à être connu en dehors de la communauté de "geeks" et à faire des performances live.
Il a toujours repoussé les limites de la "chip music", travaillant avec plusieurs styles musicaux anciens et en y ajoutant des voix.
En 2007, il a à son actif une centaine de performances live, une quarantaine d'albums, la majorité en libre téléchargement.
On retrouve sa musique sous d'autres noms, comme le groupe lo-fi c64 guitare "Superdöner" et le duo vocal micropop "HT".
Exactement comme dans la "demoscene", il collabore beaucoup avec des artistes visuels, surtout Entter et Jossystem pour des concerts qui jusqu'à maintenant sont loin de la nostalgie des jeux vidéo.
Goto80 continue de repousser les limites du son 8-bit et a développé jusqu'à maintenant une façon unique de maltraiter différents genres musicaux avec sa touche personnelle "chip music".

## Discographie

### Album
- Commodore Grooves (2005)
- Digi-Dig (2006)
- Open Funk Sores (2007)
- Zyndabox (2007)
- Made on Internet (2007)

### EP
- Papaya EP 7" - Bleepstreet Records (2001)
- Monkeywarning (2002)
- Copyslave (2004)
- Contech (2005)
- Bravo (2005)

### Participations
- VGM Mix Tape #8 (2003)
- The 8bits of Christmas (2003)
- Some Candy Before Christmas (2004)
- Microdisko Vol. 01(2005)
- Up, Up, Down, Down, Left, Right, Left, Right, B, A, Select, Remix [Volume 1] (2006)
- Pingipung Blows: The Brass (2007)
- Alphabetically Arranged (2007)